# Jacques Brosse
Jacques Brosse (Parigi, 21 agosto 1922 – Sarlat-la-Canéda, 3 gennaio 2008) è stato uno psicoanalista, scrittore, giornalista radiofonico francese, specialista di botanica e di religioni.

## Biografia
È autore di diverse opere dedicate al mondo animale e vegetale, concepiti non solo nella loro dimensione naturalistica, ma anche in quella culturale e mitologico-religiosa. Diverse sue opere sono disponibili in italiano.
Ha inoltre diretto la redazione di vari dizionari storici e letterari in lingua francese.
Per la sua attività è stato insignito, nel 1987, del Grand Prix de littérature de l'Académie française. In Italia gli è stato conferito, nel 1989, il Premio internazionale Nonino.

## Opere
- Larousse des Arbres et des Arbustes, Larousse-Bordas, 2000 – ISBN 2-03-505172-X
- Dictionnaire des arbres de France, Éditions Bartillat
- L'Aventure des forêts en Occident, Éditions Lattès
- Mythologie des arbres, Éditions Plon, 1989
  - trad.it.: Mitologia degli alberi, Rizzoli, 1991.

### Disponibili in italiano
- L'ordine delle cose, Gruppo editoriale Edizioni Mediterranee, Hermes, Arkeios, Studio Tesi, 2021 ISBN 9788876926686
- I Maestri Spirituali, Gremese ed., 1991, ISBN 88-7605-590-8
- Mitologia degli alberi, Rizzoli, 1991[1994 Supersaggi BUR] ISBN 88-17-11624-6
- Satori, Edizioni Studio Tesi, 1997 ISBN 8876924302
- Storie e leggende degli alberi, Gruppo editoriale Edizioni Mediterranee, Hermes, Arkeios, Studio Tesi, 2020 ISBN 9788876926624 (Prix Pierre Delbès de l'Association des écrivains combattants, 1987[4])
- La magia delle piante, Gruppo editoriale Edizioni Mediterranee, Hermes, Arkeios, Studio Tesi, 1999 ISBN 9788876923906
- Gli alberi. Storia e leggende, Allemandi, 1997 ISBN 8842206946
- I maestri Zen, Edizioni Borla, 1999 ISBN 8826312206
- Divagazioni sul corpo, il sesso e la lingua, Neri Pozza, 2000 ISBN 8873057403
- Zen e Occidente, Pisani, 2003, ISBN 8895363299
- I frutti, Edizioni l'Ippocampo, 2008, ISBN 8895363299